# NGC 1100
NGC 1100 is een balkspiraalstelsel in het sterrenbeeld Eridanus. Het hemelobject werd in 1886 ontdekt door de Amerikaanse astronoom Francis Preserved Leavenworth.

## Synoniemen
- PGC 10438
- ESO 546-18
- MCG -3-8-16
- HCG 21B